# Dialekt
Ein Dialekt (lateinisch dialectus und griechisch-lateinisch dialectos, altgriechisch διάλεκτος diálektos, deutsch ‚Gespräch/Diskussion‘, ‚Redeweise‘, ‚Dialekt/Mundart‘, ‚Sprache‘, von altgriechisch διαλέγεσθαι dialégesthai, deutsch ‚mit jemandem reden‘) oder eine Mundart (eine barockzeitliche Eindeutschung von Philipp von Zesen, Christian Gueintz und Justus Georg Schottelius) ist eine lokale oder regionale Sprachvarietät. Er kann sich von anderen Dialekten wie auch von der Standardsprache (ursprünglich Schriftsprache) in allen Sprachbereichen, wie Phonologie (Lautsystem), Grammatik – (Morphologie) (Formenlehre), Syntax (Satzlehre) – Lexik (Wortschatz) und Idiomatik unterscheiden.
Vom Begriff „Dialekt“ ist der Begriff Akzent deutlich abzugrenzen, da dieser sich nur auf die Aussprache und die Betonung bezieht.
Derjenige Teil der Sprachwissenschaft, der sich mit der Beschreibung der Dialekte befasst, heißt Dialektologie. In der neueren Linguistik befasst sich auch die Soziolinguistik mit Dialekten. Soweit literarische Werke in einem Dialekt verfasst sind, spricht man von Dialektliteratur.

## Abgrenzungen

### Sprache und Dialekt
Grundsätzlich ist jede Lautäußerung, die der Kommunikation dient, eine Form von Sprache. Hinzu kommt die Gebärdensprache. Dialekte sind örtliche Ausprägungen einer Sprache (siehe Dialektkontinuum). Ansonsten ist es schwierig, Sprache und Dialekt voneinander abzugrenzen, da es hierfür keine standardisierten Kriterien gibt.
Es ist fraglich, ob eine Unterscheidung überhaupt wissenschaftlich begründbar ist, da sie, zumindest innerhalb des mitteleuropäischen deutschen Sprachraums, teilweise eine wertende Unterscheidung ist. In Deutschland gilt im unreflektierten Alltagsgebrauch der beiden Wörter „Sprache“ als höherwertig, „Dialekt“ als weniger wertig. So wird bisweilen „Hochdeutsch“ als Qualitätsbegriff für die Sprache Standarddeutsch verstanden, auch wenn dieses Wort ursprünglich nur die Herkunft (Sprache im geografisch höher gelegenen Land) verschiedener dialektaler Sprachvarietäten bezeichnete. Völlig anders verhält es sich bei Berichten über indigene Volksstämme, Siedlungen und deren Sprachen, z. B. aus Afrika, Asien oder Südamerika. Man spricht fast immer von „Sprachen“ und so gut wie nie von „Dialekten“, auch wenn keinerlei Verschriftlichung vorliegt, und die Zahl der Sprecher verschwindend gering ist oder nur ein einzelnes Dorf umfasst.
In der Sprachwissenschaft unterscheidet man heute meistens nach Kriterien, die auf Heinz Kloss zurückgehen. Nach seiner Definition muss eine Sprache, um als Sprache zu gelten, Dachsprache, Ausbausprache und Abstandsprache sein. Eine weitere Sicht brachte Eugenio Coseriu ein, der die Unterscheidung in primäre, sekundäre und tertiäre Dialekte traf.
Außerdem ist die Anerkennung eines Dialektes als Sprache in vielen Fällen mit Interessenskonflikten verbunden, da eine eigene Sprache eher als ein Dialekt als Legitimation für die Gründung eines Staatsgebiets dienen kann. Dieser Konflikt ließ sich in Europa beispielsweise beim Korsischen, Valencianischen, Katalanischen oder Okzitanischen (Provenzalischen) beobachten. Ein großer Anteil der Sprecher der jeweiligen Varietäten forderte deren Anerkennung als Sprache, was von den zentralstaatlichen Regierungen aber regelmäßig verweigert wird.
Es spielen jedoch auch Faktoren wie das Bewusstsein der Sprecher, eigene Literatur, gegenseitige Verständlichkeit oder der Status einer Amtssprache eine Rolle für den Unterschied zwischen Dialekt und Sprache. Eine Unterteilung muss daher individuell getroffen werden.
Die politische Seite der Abgrenzung Dialekt – Sprache wird deutlich in Max Weinreichs Der yivo un di problemen fun undzer tsayt („Das Jiddische Wissenschaftliche Institut und die Probleme unserer Zeit“):

“אַ שפראַך איז אַ דיאַלעקט מיט אַן אַרמײ און פֿלאָט”

„A shprakh iz a dialekt mit an armey un flot“

„Eine Sprache ist ein Dialekt mit einer Armee und einer Marine“

#### Standardsprache als Dachsprache
Eine Standardsprache überdacht (beim Vorhandensein einer Standardvarietät ist diese die Überdachung) die Dialekte der Regionen eines Sprach-/Dialektkontinuums und wird daher als Dachsprache bezeichnet. Während sich die Dialekte benachbarter Orte zumeist nur geringfügig unterscheiden und sich deren Sprecher problemlos gegenseitig verstehen, wird die Verständigung schwieriger, je weiter die Dialekte voneinander entfernt sind. Erst die überdachende Standardsprache bzw. Standardvarietät ermöglicht eine gegenseitige Kommunikation auch zwischen Dialektsprechern derselben Sprache bzw. innerhalb des Sprachsystems, die weit voneinander entfernt wohnen. Ähnlich wie man sich einer Lingua Franca wie Englisch bedient, um über unterschiedliche Sprachräume hinweg, oft international, zu kommunizieren, bedient man sich einer Standardsprache zur Kommunikation im eigenen Sprachraum (oft national), also über alle Dialekte einer Sprache hinweg. So kann ein Dialekt durchaus eine Ausprägung als regionale Standardsprache im überregionalen Sprachraum haben oder sich zu einer solchen entwickeln, wenn er als Dach-, Verkehrs- und/oder Handelssprache unterschiedliche Dialektregionen miteinander verbindet.
So überdachte z. B. das Luxemburgische im Standarddeutsch als Standardvarietät einen kleinen Sprachraum mit regionalen Dialektvarietäten. Die Muttersprachler sprechen hier neben ihren jeweiligen moselfränkischen Ortsdialekten eine Varietät einer Standardsprache, die inzwischen dem deutschsprachigen nicht mehr ähnelnde Standardvarietät des Standardluxemburgisch. Bei den Mundarten handelt bzw. handelte es sich um Variationen der deutschländischen Standardvarietät, innerhalb der indoeuropäischen Sprachfamilie der westgermanischen Sprachgruppe. In diesem speziellen luxemburgischen Fall, der sich im Laufe des 20. und 21. Jahrhundert veränderte, heißt dies Diglossie in Bezug zur Angehörigkeit zum Standardluxemburgisch und Standardfranzösisch bzw. hieß in der Vergangenheit „Triglossie“ zusätzlich zum Standarddeutsch.
Ein Dialekt ist die örtliche regionale Ausprägung einer Sprache, die Standardsprache bzw. Standardvarietät eine überörtliche, überregionale Dachsprache mit einem kleineren oder größeren Einzugsgebiet. „Man kann Dialekte daran erkennen, daß man sie vor allem spricht und selten schreibt.“
Standardsprachen bzw. ihre Standardvarietät(en) sind im Vergleich zur Dauer der bisherigen Geschichte von Sprachen relativ junge Sprachausprägungen. In der historisch und volkskundlich ausgerichteten deutschen Dialektologie seit der Romantik war die Unterscheidung von Dialekt und standardisierter Sprache daher relativ unproblematisch. Die Dialekte führten auf das Alt- und Mittelhochdeutsche zurück, womit sich anhand von deren diachronischer Darstellung die Gesetze des Sprachwandels besonders im phonologischen und morphologischen Bereich erkennen und darstellen ließen.

#### Ausbausprache, Abstandsprache, dachloser Dialekt
Die Bezeichnungen „Abstandsprache“, „Ausbausprache“ und „dachloser Dialekt“ gehen auf den Soziolinguisten Heinz Kloss zurück und stellen Kriterien für die Abgrenzung einer Varietät zu einer Sprache dar.
Eine Varietät ist dann eine Abstandsprache, wenn sie linguistisch sehr deutlich von einer anderen abweicht. So hat beispielsweise das deutsche Wort „Haus“ gegenüber dem französischen maison einen großen Abstand, zum englischen house aufgrund der ähnlichen Aussprache einen geringen. Als typisches Beispiel hierfür gilt das Baskische, das als isolierte Sprache unbestreitbar eine Abstandsprache zum Spanischen, Französischen und den in der Umgebung gesprochenen romanischen Dialekten ist. Nach ebendiesem Kriterium gilt auch die sorbische (= slawische) Sprache als Abstandsprache zum (westgermanischen) Deutschen. Aber auch näher verwandte westgermanische Sprachen, wie das Deutsche zum Englischen, verhalten sich wie Abstandsprachen zueinander. Die objektive Messung des linguistischen Abstandes ist jedoch aufgrund der Vielzahl an Kriterien und Wörtern extrem schwierig.
Eine Varietät ist dann eine Ausbausprache, wenn sie zwar keine Abstandsprache ist (da zu nahe mit einer anderen Varietät verwandt), aber trotzdem eine autonome, auf der Basis der eigenen Dialekte standardisierte schriftliche Form kennt (Standardsprache) und diese sowohl in der Belletristik als auch z. B. in der wissenschaftlichen Fachliteratur verwendet wird. Ausbausprachen sind zum Beispiel das Jiddische oder das Mazedonische, die linguistisch zwar dem Deutschen bzw. dem Bulgarischen nahestehen, aber gleichwohl in ihrer eigenen Standardvarietät über einen so breiten auch schriftlichen Anwendungsbereich verfügen, dass dieser weit über denjenigen eines Dialekts hinausgeht. Keine Ausbausprachen sind beispielsweise das Bairische, das Meißenische oder die schweizerdeutschen Dialekte, da ihnen sowohl eine überregionale, im eigenen Sprachgebiet allgemein anerkannte Schriftvarietät als auch eine schriftliche Verwendung, die über Mundartliteratur und Gelegenheitsverwendungen hinausgeht, fehlt. Auch keine Ausbausprache ist etwa das Schweizer Hochdeutsch, denn dieses baut nicht etwa auf den schweizerdeutschen Dialekten auf, sondern ist vielmehr eine sich in einer überschaubaren Anzahl Punkte manifestierende Variante der allgemeinen deutschen Standardsprache. Das Luxemburgische hingegen wird oft als Ausbausprache angesehen, auch wenn ihm in der Luxemburger Administration, im Hochschulwesen oder in den Printmedien, wo das Französische und Hochdeutsche dominant sind, nur ein geringer Platz eingeräumt wird.
Auch das Begriffspaar „Abstandsprache – Ausbausprache“ kann die Unterscheidung von Dialekt und Standardsprache nicht in allen Fällen klarstellen. Deshalb hat Kloss den Begriff dachloser Dialekt eingeführt. Als solchen bezeichnet man eine Sprachvarietät, die zwar linguistisch als eigene Sprache bezeichnet werden kann, deren Sprecher jedoch keinen Bezug (mehr) zu der entsprechenden Standardvarietät haben bzw. die Standardvarietät einer anderen Sprache anwenden, also etwa im Falle des Niederdeutschen diejenige des Hochdeutschen (in Norddeutschland) bzw. des Niederländischen (in den nordöstlichen Niederlanden). Ein wichtiges Kriterium ist, dass sie nicht als Standardsprache ausgebaut wurde, sondern aus einem niederdeutschen Dialektkontinuum besteht, das allerdings übergangslos in das hochdeutsche Dialektkontinuum wechselt. Freilich ist es oft umstritten, ob in solchen Fällen wirklich „Einzelsprachen“ vorliegen oder nicht. Für das Niederdeutsche wurde dies aber insofern bestätigt, als es von den nördlichen Bundesländern der Bundesrepublik Deutschland und den Niederlanden als eigenständige Regionalsprache im Sinne der EU-Charta der Minderheitssprachen anerkannt worden ist.

#### Gegenseitige Verständlichkeit
Oft wird die gegenseitige Verständlichkeit als Kriterium zur Abgrenzung von Dialekt und Sprache genannt. Die genaue Bestimmung der gegenseitigen Verständlichkeit ist jedoch auch in der Linguistik umstritten.
Die gegenseitige Verständlichkeit ist nur ein graduelles Kriterium, da es zwischen vollständiger gegenseitiger Verständlichkeit und Unverständlichkeit eine große Bandbreite von teilweiser Verständlichkeit gibt. So ist beispielsweise eine insbesondere schriftliche Verständigung von Nutzern des Dänischen und Norwegischen problemarm möglich, wenngleich es sich doch um zwei Sprachen handelt. Auch hängt die gegenseitige Verständlichkeit nicht nur vom persönlichen Hintergrund (z. B. Fremdsprachenkenntnisse oder Ferienaufenthalte) und der Begabung einzelner Sprecher ab, sondern auch von der Bereitschaft, einander verstehen zu wollen.
Oft ist keine gegenseitige Verständigung möglich; beispielsweise versteht ein Sprecher des Walliserdeutschen oder eines andern deutschen Dialekts ein standarddeutsches Gespräch viel besser als umgekehrt ein Sprecher des Standarddeutschen ein rein walliserdeutsches Gespräch oder das anderer Dialektsprecher.
Im deutschen Sprachgebiet erwirbt ein Dialektsprecher ab seinem Eintritt in die Grundschule eine zusätzliche normierte Standardsprache (Standarddeutsch). Daher sind heute, auch aufgrund der modernen Kommunikationstechnologien, Rundfunk und Fernsehen sowie der überregionalen Printmedien, die allermeisten Dialektsprecher je nach Lebenssituation, beruflicher Herausforderung, Mobilität und Kommunikationserfordernis mindestens zweisprachig, was namentlich im beruflichen Alltag für die Kommunikation innerhalb eines großen Sprachraumes von Vorteil ist.

### Primäre, sekundäre und tertiäre Dialekte
Eugenio Coseriu unterscheidet am Beispiel des spanischen Sprachraums drei Arten von Dialekten:
- Der „primäre“ Dialekt besteht mindestens schon so lange wie die vorherrschende Standardsprache.
  - z. B. im Spanischen:
    - Asturleonesisch;
    - Kastilisch, das sich im Lauf der Zeit zum Standardspanisch entwickelte.
- Der „sekundäre“ Dialekt entsteht durch örtlich begrenzte Entwicklung (diatopische Differenzierung) aus der Standardsprache.
  - z. B. im Spanischen:
    - Andalusisch; lateinamerikanische Varietäten
- Der „tertiäre“ Dialekt stellt eine örtlich begrenzte Beeinflussung der Standardsprache dar.
  - z. B. im Spanischen:
    - Standardspanisch mit andalusischer Färbung

## Dialekte im deutschsprachigen Raum

### Unterteilung
Die Dialekte im deutschsprachigen Raum werden traditionell in hochdeutsche und niederdeutsche Mundarten unterteilt, also in die Dialekte der „höheren“ und der „niederen“ Lande. Die Dialekte der höheren Lande wurden in größerem oder geringerem Ausmaß von der sogenannten hochdeutschen Lautverschiebung betroffen, von der die Mundarten in den niederen Landen unberührt blieben. Die hochdeutschen Mundarten ihrerseits werden in mitteldeutsche und oberdeutsche Dialekte gegliedert.

### Gegenwart
Innerhalb einzelner Regionen des deutschen Sprachraumes bestehen deutliche Unterschiede im Stellenwert der Dialekte: Während der Ortsdialekt in vielen Gegenden nur mit Sprechern desselben Dialekts oder innerhalb der Familie noch gesprochen wird und Nichtdialektsprecher diesen oft als ländlich oder bildungsfern empfinden, verwendet man den Dialekt in manchen Sprachregionen, wie zum Beispiel in der Deutschschweiz oder manchen Gegenden Ostfrieslands, in nahezu allen Alltagssituationen unabhängig vom sozialen Status und Bildungsniveau. Der Rückzug der Dialekte aus dem Alltagsleben der Menschen verläuft regional unterschiedlich schnell. Die „deutsche Standardsprache“ wurde noch in den 1950er Jahren von den meisten Bewohnern des deutschen Sprachraumes eher als fremde Sprache empfunden, insbesondere im niederdeutschen Sprachraum, heute vielleicht nur noch von vielen Deutschschweizern, Süddeutschen, Westösterreichern und Südtirolern.
Die Bestimmung in Artikel 3 des Grundgesetzes (Anti-Diskriminierungsparagraph) der Bundesrepublik Deutschland „Niemand darf wegen […] seiner Sprache, Herkunft und Heimat […] benachteiligt oder bevorzugt werden“ wird oft nicht auf Dialektsprecher angewendet. Dadurch wird der Rückgang der Dialekte faktisch begünstigt.

### Die Zukunft der Dialekte
Die Basisdialekte sind rückläufig und verlieren in der Bundesrepublik Deutschland zunehmend an Sprechern und damit an Bedeutung. In seinem Buch Pfälzisch aus dem Jahr 1990 meint Rudolf Post, dass das Pfälzische mit jeder neuen Generation neun Prozent seines Wortschatzes verliere. Dialekte seien heute kaum mehr fähig, eigenständige Neologismen gegenüber dem Hochdeutschen zu entwickeln, es werde fast stets der hochdeutsche Ausdruck verwendet.
Außerhalb der Bundesrepublik stellt sich die Situation anders dar. Im Gegensatz zu dieser Entwicklung ist z. B. für die luxemburgische Sprache, eine moselfränkische Sprachvarietät des Westmitteldeutschen, die Entwicklung zu einer eigenständigen Ausbausprache mit einheitlicher und verbindlicher Rechtschreibung zu verzeichnen. Und in der Schweiz sprachen im Jahr 2014 noch 87 % der Deutschschweizer Bevölkerung Schweizerdeutsch (nicht Schweizer Hochdeutsch) im Alltag.

### Verwendung im Rundfunk
Innerhalb des ARD-Hörfunks wird seit Mitte der neunziger Jahre darüber diskutiert, ob Sprecher mit erkennbarer Mundart oder gar Dialekt abzulehnen sind, ob sie als „regionale Farbtupfer“ toleriert oder als Profilmerkmal der Anstalten – und zur Pflege des Kulturgutes – gefördert werden sollen. Generell ist seitdem ein Rückgang des Dialektes im ARD-Hörfunk zu beobachten, auch wenn dies von Presse und Kulturkreisen überwiegend negativ aufgenommen wird. Andererseits ist es problematisch, in Dialekt zu senden, da sich die Sendegebiete besonders der größeren Anstalten über mehrere Dialekträume verteilen.
Gerade im Fernsehen machen sich inzwischen viele Sendungen das aus Sicht der Produzenten „Unverwechselbare, nicht selten auch Kauzige der Regionen“ zunutze. Dabei wird häufig aber zugunsten der breiten Verständlichkeit auf Authentizität verzichtet.

## Dialekte bei Programmiersprachen
Die Situation bei Programmiersprachen ist in mehreren Aspekten ähnlich derjenigen bei natürlichen Sprachen. Den Hochsprachen entsprechen oft die von Konsortien (z. B. ANSI) genormten Varianten, während deren Implementierungen mehr oder weniger davon abweichen. Die Unterschiede beziehen sich auf Grammatik und Semantik, manchmal aber auch auf den Vorrat unterschiedlicher Programmierkonzepte. Eine Programmiersprache mit sehr vielen Dialekten ist BASIC.
Ebenso wie bei natürlichen Sprachen wird die Dialektvarietät durch historische Veränderungen überlagert. So gibt es praktisch keine Perl-Dialekte, wohl aber z. B. Perl 4, welches man als „Alt“-Perl bezeichnen könnte, während heute fast ausschließlich Perl 5 verwendet wird.

## Dialekte im Tierreich

### Vogelgesang
Der Begriff „Dialekt“ hat auch in der Ornithologie, der Vogelkunde, Bedeutung: Als Dialekte werden in der ornithologischen Fachliteratur regionaltypisch unterschiedliche Gesänge und Rufe sehr vieler Singvögel bezeichnet. Diese Unterschiede sind bei manchen Arten, wie zum Beispiel Goldammer, Ortolan oder Buchfink, sehr auffällig und können von geübten Bestimmern deutlich herausgehört und zugeordnet werden; bei anderen Arten sind sie weniger hörbar und nur im Sonagramm zu differenzieren. In der europäischen Avifauna ist der Gesang des Ortolan eines der besten Beispiele und auch das am besten untersuchte Beispiel der Dialektausprägung bei Vögeln.

### Orcas
Auch bei Orcas wurden verschiedene Dialekte beobachtet.